# Liste der Kulturdenkmale in Radebeul-Oberlößnitz

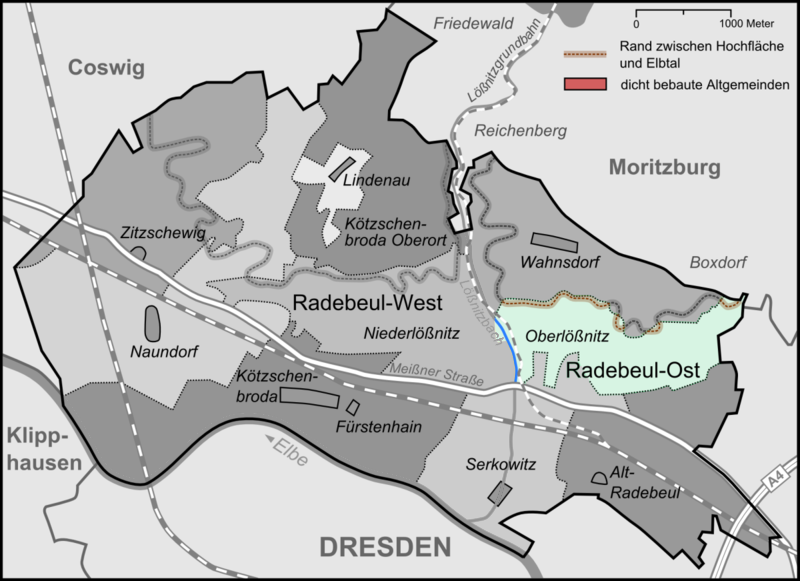
Übersicht über die Lage der Radebeuler Stadtteile, Oberlößnitz farblich markiert

Die Liste der Kulturdenkmale in Radebeul-Oberlößnitz gibt eine Übersicht über die Kulturdenkmale im Stadtteil Oberlößnitz der sächsischen Stadt Radebeul anhand des Stands der Denkmalliste vom 24. Mai 2012.
Eine weitere Liste zeigt ehemalige Bau- / Kulturdenkmale dieses Stadtteils.
Einen Überblick über die Radebeuler Kulturdenkmale gibt die Liste der Kulturdenkmale in Radebeul, eine Zusammenfassung aller Adressen mit Kulturdenkmalen gibt die Liste der Kulturdenkmaladressen in Radebeul. Die Zuordnung der Straßen zum Stadtteil findet sich in der Liste der Straßen und Plätze in Radebeul-Oberlößnitz.
Grundlage der Auflistung sind die angegebenen Quellen. Diese Angaben ersetzen nicht die rechtsverbindliche Auskunft der zuständigen Denkmalschutzbehörde.

## Legende
Die in der Tabelle verwendeten Spalten listen die im Folgenden erläuterten Informationen auf:
- Name, Bezeichnung: Bezeichnung des einzelnen Objekts.
- Adresse, Lage: Heutige Straßenadresse, Lagekoordinaten.
- Kennung: Die von der Denkmalpflege verwendete Kennung für Nebenobjekte (z. B. Adressen ohne und mit „a“, Adresse mit 9000er Angabe, dazu Ergänzungen mit „-I“).
- Datum: Besondere Baujahre, so weit bekannt oder ableitbar, teilweise auch Datum der Ersterwähnung der Liegenschaft.
- Baumeister, Architekten: Baumeister, Architekten und weitere Kunstschaffende.
- Denkmalumfang, Bemerkung: Nähere Erläuterung über den Denkmalstatus, Umfang der Liegenschaft und ihre Besonderheiten.[1]
- Bild: Foto des Hauptobjekts.

## Liste der Kulturdenkmale
| Name, Bezeichnung                                                        | Adresse, Koordinaten                                 | Kennung                    | Datum | Baumeister, Architekten | Denkmalumfang, Bemerkung | Bild |
| ------------------------------------------------------------------------ | ---------------------------------------------------- | -------------------------- | --- | --- | --- | --- |
| Lößnitzgrundbahn                                                         | (Kleinbahntrasse)                                    | Kleinbahntrasse 9000       | 1883/84 | | Trasse der Schmalspurbahn sowie Durchlässe (darunter gemauerte Bögen), Teile der Stützmauer und Fernmeldefreileitung | Lößnitzdackeltrasse in Oberlößnitz |
| Staatsweinberg Goldener Wagen                                            | Am Goldenen Wagen (Lage)                             |                            | 1710 | | Sachgesamtheit Staatsweinberg Goldener Wagen | Staatsweinberg Goldener Wagen |
| Portal „Goldener Wagen“                                                  | Am Goldenen Wagen (Lage)                             | Am Goldenen Wagen 9000-I   | 1925 | Alfred Tischer | Toranlage in den der Weinlage Radebeuler Goldener Wagen namensgebenden Weinberg Goldener Wagen | Torbogen Goldener Wagen |
| Gerätehaus Goldener Wagen                                                | Am Goldenen Wagen (Lage)                             | Am Goldenen Wagen 9000-II  | 1925 | Alfred Tischer | Gerätehaus auf dem Weinberg Goldener Wagen | Das Gerätehaus, rechts im Hintergrund der Bismarckturm                                                                                             |
| Villa Hermann Henke                                                      | Am Goldenen Wagen 12 (Lage)                          |                            | 1912/13 | F. W. Eisold | Villa, mit Mauer und Eckpavillon | Villa Hermann Henke |
| Villa Hermann Henke                                                      | Am Goldenen Wagen 12 (Lage)                          | Am Goldenen Wagen 9012     | 1912/13 | F. W. Eisold | Eckpavillon | Gartenpavillon Am Goldenen Wagen 12 |
| Landhaus Anna Weise                                                      | Am Goldenen Wagen 14 (Lage)                          |                            | 1912/13 | Ferdinand Severitt | Wohnhaus mit Einfriedung | Landhaus Anna Weise |
| Berghäus’l                                                               | Am Goldenen Wagen 16 (Lage)                          |                            | 1912 | Richard Gebler | Wohnhaus (Holzhaus) mit Einfriedung | Berghäus’l |
| Wohnhaus An der Jägermühle 9                                             | An der Jägermühle 9 (Lage)                           |                            | 1910/15 | | Wohnhaus (Nr. 9) mit Anbau (Nr. 11) | Wohnhaus An der Jägermühle 9 |
| Wohnanbau An der Jägermühle 11                                           | An der Jägermühle 11 (Lage)                          |                            | 1910/15 | | Anbau an An der Jägermühle 9 | Wohnanbau An der Jägermühle 11 |
| Gasthof „Zum Römer“                                                      | August-Bebel-Straße 30, Maxim-Gorki-Straße 40 (Lage) |                            | um 1834, Ende 19. Jh.                                                                                              | | Zwei Gebäude eines Gasthofs | Gaststätte Zum Römer |
| Landhaus Christian Gottlieb Ziller                                       | Augustusweg 4 (Lage)                                 |                            | 1834 | Christian Gottlieb Ziller | Villa mit großem Gartengrundstück. Bewohner: Christian Gottlieb Ziller. Geburtshaus der Kinder Ernst Ziller, Moritz Ziller, Gustav Ziller, Paul Ziller | Landhaus Christian Gottlieb Ziller |
| Landhaus Christian Gottlieb Ziller                                       | Augustusweg 4 (Lage)                                 | Augustusweg 9004           | 1834 | Christian Gottlieb Ziller | Gartengrundstück zur Villa. Bewohner: Christian Gottlieb Ziller. Geburtshaus der Kinder Ernst Ziller, Moritz Ziller, Gustav Ziller, Paul Ziller | Landhaus Christian Gottlieb Ziller, Park |
| Villa Antonie Henrici                                                    | Augustusweg 43 (Lage)                                |                            | 1898, 1933 | Gebrüder Ziller, Albert Patitz (Veranda-Aufstockung)                                                                                           | Villa mit Jugendstil-Farbverglasung | Villa Antonie Henrici |
| Villa Sommer                                                             | Augustusweg 44 (Lage)                                |                            | 1900 | Oskar Menzel | Villa mit Park und Einfriedung. Erwähnung im Dehio | Villa Sommer |
| Villa Sommer                                                             | Augustusweg 44 (Lage)                                | Augustusweg 9044           | 1900 | Oskar Menzel | Park zur Villa | Park der Villa Sommer |
| Einfamilienhaus Alfred Tischer                                           | Augustusweg 46 (Lage)                                |                            | 1933 | Alfred Tischer | Wohnhaus. Bewohner: Alfred Tischer | Einfamilienhaus Alfred Tischer |
| Villa Paul Aschke                                                        | Augustusweg 47 (Lage)                                |                            | 1900/01 | Paul Becher | Villa mit Wendelstein (Treppenturm). Besitzer: Paul Aschke | Villa von Paul Aschke |
| Haus Sorgenfrei                                                          | Augustusweg 48 (Lage)                                |                            | frühes 18. Jh., 1783–89                                                                                            | Johann August Giesel | Herrensitz mit schlossartigem Herrenhaus (Zopfstil), Nebengebäude (Gärtnerhaus, Saalbau mit Hintergebäude, Scheune), Garten- bzw. Parkanlage vor und hinter den Gebäuden, Einfriedung mit Toranlage. Besitzer, Bewohner: Christian Friedrich von Gregory, Alfred Tischer, Erhard Hippold, Gussy Hippold-Ahnert, Robert Thren, Rudolf Pätzold. Radebeuler Bauherrenpreis 2000 | Haus Sorgenfrei |
| Haus Sorgenfrei                                                          | Augustusweg 48 (Lage)                                | Augustusweg 9048-I         | frühes 18. Jh., 1783–89                                                                                            | Johann August Giesel | Park zur Villa Sorgenfrei | Park zur Villa Sorgenfrei |
| Haus Sorgenfrei                                                          | Augustusweg 48 (Lage)                                | Augustusweg 9048-II        | frühes 18. Jh., 1783–89                                                                                            | Johann August Giesel | Gärtnerhaus zum Haus Sorgenfrei | Gärtnerhaus zum Haus Sorgenfrei |
| Haus Sorgenfrei                                                          | Augustusweg 48 (Lage)                                | Augustusweg 9048-III       | frühes 18. Jh., 1783–89                                                                                            | Johann August Giesel | Remise zum Haus Sorgenfrei | Remise zum Haus Sorgenfrei |
| Haus Sorgenfrei                                                          | Augustusweg 48 (Lage)                                | Augustusweg 9048-IV        | frühes 18. Jh., 1783–89                                                                                            | Johann August Giesel | Festsaalgebäude zum Haus Sorgenfrei | Gartensaal, heute Restaurant |
| Haus Sorgenfrei                                                          | Augustusweg 48 (Lage)                                | Augustusweg 9048-V         | frühes 18. Jh., 1783–89                                                                                            | Johann August Giesel | Hintergebäude zum Festsaalgebäude Haus Sorgenfrei | Hintergebäude zum Festsaalgebäude Haus Sorgenfrei                                                                                                  |
| Villa Olga                                                               | Augustusweg 51a (Lage)                               |                            | 1898/99 | Carl Käfer | Mietvilla, markanter seitlicher Turm, jüngere Einfriedung | Villa Olga |
| Villa Augustusweg 67                                                     | Augustusweg 67 (Lage)                                |                            | 1895/96 | Carl Käfer | Mietvilla | |
| Mietvilla Bruno Eymann                                                   | Augustusweg 71 (Lage)                                |                            | 1905 | Carl Käfer | Mietvilla | |
| Haus Schmieder                                                           | Augustusweg 76 (Lage)                                |                            | 1714, 1787, 1823                                                                                                   | | Wohnstallhaus eines Winzerhofs, mit Laubengang und Torsäulen | Haus Schmieder |
| Haus Schmieder                                                           | Augustusweg 76 (Lage)                                | Augustusweg 9076           | 1714, 1787, 1823                                                                                                   | | kleines Nebengebäude zum Winzerhof | Haus Schmieder, von Osten |
| Landhaus Heinrich Mehlig                                                 | Augustusweg 77 (Lage)                                |                            | 1902 | Oskar Menzel | Mietvilla mit Einfriedung | Landhaus Heinrich Mehlig |
| Turmhaus Augustusweg                                                     | Augustusweg 80a (Lage)                               |                            | 1913 | Max Herrmann | Turmhaus, eigenwillig gestalteter Rundbau mit markanter achteckiger Haube (Sommerhaus) | Turmhaus im Augustusweg |
| Landhaus Kurt Albrecht                                                   | Augustusweg 82 (Lage)                                |                            | 1909–12 | Gebrüder Ziller (Entwurf Max Steinmetz), Baufirma Ernst Mehlig (restliche Bauausführung)                                                       | Mietvilla mit Garten und Einfriedung | Landhaus Kurt Albrecht |
| Landhaus Kurt Albrecht                                                   | Augustusweg 82 (Lage)                                | Augustusweg 9082           | 1909–12 | Gebrüder Ziller (Entwurf Max Steinmetz), Baufirma Ernst Mehlig (restliche Bauausführung)                                                       | Garten zur Villa | Landhaus Kurt Albrecht |
| Villa Karl Otto Hellmund                                                 | Augustusweg 88 (Lage)                                |                            | 1898 | | Villa mit Weinbergsmauer und Torbogen. An der nach Westen reichenden Mauer steht ein turmähnliches Sommerhaus | Villa Karl Otto Hellmund |
| Winzerhaus (Haus Windisch)                                               | Augustusweg 90 (Lage)                                |                            | 1780 | | Winzerhaus mit Stallung/Backhaus. Seitengebäude von Augustusweg 92 | Haus Windisch, Winzerhaus |
| Haus Windisch                                                            | Augustusweg 92 (Lage)                                |                            | 1623, 1753, 1901–03                                                                                                | Oskar Menzel | Landhausartig umgebautes Winzerhaus mit größter noch erhaltener Weinpresse (1794) im oberen Elbtal, Einfriedung. Erwähnung im Dehio | Haus Windisch |
| Winzerhaus Augustusweg 96                                                | Augustusweg 96 (Lage)                                |                            | Um 1800, 1945–47                                                                                                   | | Wohnhaus mit Einfriedung. Architekt: Albert Patitz (Umbau) | Winzerhaus Augustusweg 96 |
| Meyer-Villa                                                              | Augustusweg 100 (Lage)                               |                            | 1956/57 | Albert Patitz | Villa, Terrasse mit Treppenanlage, Gartengestaltung, Zufahrt, Einfriedung, Toranlage, traditioneller gediegener Ausstattung usw., „baugeschichtlich bedeutend, als Fabrikantenvilla des Unternehmers Meyer ortsgeschichtlich von Wert, zudem als seltenes Beispiel einer „DDR Unternehmervilla““. Eigentümer: Gerhard Meyer | Von außen nicht einsehbar |
| Meyer-Villa                                                              | Augustusweg 100 (Lage)                               | Augustusweg 9100           | 1956/57 | Albert Patitz | Gartengestaltung zur Villa. Eigentümer: Gerhard Meyer | Meyer-Villa: Tor und Garten |
| Hagensche Villa                                                          | Augustusweg 105 (Lage)                               |                            | 1907 | Oskar Menzel | Villa mit Einfriedung | Hagensche Villa |
| Jägerberg, Hantzsch-Villa, Haus Bilz                                     | Augustusweg 110 (Lage)                               |                            | 1844, 1871/72, 1895/96                                                                                             | Woldemar Hermann, Gebrüder Ziller (Umbau), Gustav Röder (Umbau Scheune)                                                                        | Villa mit Wintergarten, Stall, Scheune, Remise, Torhaus, Weinkeller, Gartenplastik, Brunnenanlage und z. T. terrassiertem Park, darin künstliche Ruine sowie Bastion mit Aussichtsturm und Einfriedung. Erwähnung im Dehio. Bewohner Eduard Bilz | Villa Jägerberg |
| Jägerberg                                                                | Augustusweg 110 (Lage)                               | Augustusweg 9110-I         | 1844, 1871/72, 1895/96                                                                                             | Woldemar Hermann, Gebrüder Ziller (Umbau), Gustav Röder (Umbau Scheune)                                                                        | Park der Villa Jägerberg | Villa Jägerberg mit Parkanlage |
| Jägerberg                                                                | Augustusweg 110 (Lage)                               | Augustusweg 9110-II        | 1844, 1871/72, 1895/96                                                                                             | Woldemar Hermann, Gebrüder Ziller (Umbau), Gustav Röder (Umbau Scheune)                                                                        | Nebengebäude zur Villa Jägerberg | Von außen nicht einsehbar |
| Jägerberg                                                                | Augustusweg 110 (Lage)                               | Augustusweg 9110-III       | 1844, 1871/72, 1895/96                                                                                             | Woldemar Hermann, Gebrüder Ziller (Umbau), Gustav Röder (Umbau Scheune)                                                                        | Nebengebäude zur Villa Jägerberg | Von außen nicht einsehbar |
| Jägerberg                                                                | Augustusweg 110 (Lage)                               | Augustusweg 9110-IV        | 1844, 1871/72, 1895/96                                                                                             | Woldemar Hermann, Gebrüder Ziller (Umbau), Gustav Röder (Umbau Scheune)                                                                        | Nebengebäude zur Villa Jägerberg („Eiskeller“) | Von außen nicht einsehbar |
| Jägerberg                                                                | Augustusweg 110 (Lage)                               | Augustusweg 9110-V         | 1844, 1871/72, 1895/96                                                                                             | Woldemar Hermann, Gebrüder Ziller (Umbau), Gustav Röder (Umbau Scheune)                                                                        | Nebengebäude zur Villa Jägerberg (Scheune) | Remise zur Villa Jägerberg |
| Jägerberg                                                                | Augustusweg 110 (Lage)                               | Augustusweg 9110-VI        | 1844, 1871/72, 1895/96                                                                                             | Woldemar Hermann, Gebrüder Ziller (Umbau), Gustav Röder (Umbau Scheune)                                                                        | Aussichtsbastion zum Jägerberg (Blechburg) | Die Ruine Blechburg, 2008 |
| Ermelhaus                                                                | Augustusweg 112/112a (Lage)                          |                            | 1893 | | Zeitweise Städtisches Krankenhaus Dresden Neustadt, (ehemals Wohnhaus) mit Einfriedungsmauer und Grenzstein | Ermelhaus |
| Wohnhaus Heinrich Octavius Adolph Braun-Brown                            | Augustusweg 112a (Lage)                              |                            | 1880 | Gebrüder Ziller | Ehemaliges Wohnhaus auf dem Areal des Ermelhauses | Wohnhaus Heinrich Octavius Adolph Braun-Brown |
| Fiedlerhaus                                                              | Augustusweg 114/114a-g, 116/116a (Lage)              |                            | um 1715, 1880, umgebaut 1893, 1900                                                                                 | Gebrüder Ziller (Saalbau) | Zeitweise Städtisches Krankenhaus Dresden Neustadt, Gebäude eines ehemaligen Weingutes und Saalbau (ehem. Sommerhaus) | Fiedlerhaus in Radebeul, Südseite |
| Mietvilla Carl Fuchs                                                     | Bennostraße 3 (Lage)                                 |                            | 1901–03 | | Mietvilla | Mietvilla Carl Fuchs |
| Haus Leonhardt                                                           | Bennostraße 7 (Lage)                                 |                            | um 1800, 1843, 1904                                                                                                | Karl Leonhardt | Villa mit Nebengebäude, Toranlage und Garten | Haus Leonhardt mit Toranlage |
| Haus Leonhardt                                                           | Bennostraße 7 (Lage)                                 | Bennostraße 9007-I         | um 1800 | Karl Leonhardt | Nebengebäude zur Villa | Haus Leonhardt: Nebengebäude an der Hoflößnitzstraße                                                                                               |
| Haus Leonhardt                                                           | Bennostraße 7 (Lage)                                 | Bennostraße 9007-II        | um 1800, 1843, 1904                                                                                                | Karl Leonhardt | Garten des Hauses Leonhardt | Haus Leonhardt: Garten von der Bennostraße aus |
| Haus Friedland                                                           | Bennostraße 11 (Lage)                                |                            | Wohl 1773, um 1876                                                                                                 | Gebrüder Ziller (Aufstockung) | Wohnhaus mit Anbau, Seiten- und Hintergebäude, Toranlage und Garten. Eigentümer: Carl Friedrich Haase | Haus Friedland, von der Friedlandstraße aus |
| Haus Friedland                                                           | Bennostraße 11 (Lage)                                | Bennostraße 9011           | Wohl 1773, um 1876                                                                                                 | | Seiten- und Hintergebäude | Haus Friedland: Seiten- und Hintergebäude |
| Haus Rotzsche, Haus Weißenbach                                           | Bennostraße 15 (Lage)                                |                            | 1701, 1800, um 1900                                                                                                | | Winzerhaus mit Anbau und Einfriedung, heute u. a. als Bildhauer-Atelier genutzt | Haus Rotzsche |
| Villa Walter                                                             | Bennostraße 23 (Lage)                                |                            | 1873/74 | Gebrüder Ziller | Mietshaus | Villa Walter |
| Haus Eisold                                                              | Bennostraße 25 (Lage)                                |                            | Um 1735, 1894, 1999                                                                                                | | Winzerhaus mit Toranlage und Pforte | Haus Eisold, rechts das eingeschossige Nebengebäude, links das Tor                                                                                 |
| Haus Eisold                                                              | Bennostraße 25 (Lage)                                | Bennostraße 9025           | Um 1735, 1894, 1999                                                                                                | | Nebengebäude zum Haus Eisold | Haus Eisold, Nebengebäude |
| Landhaus Anna Zischer                                                    | Bennostraße 27a (Lage)                               |                            | 1873/74 Umbau | Gebrüder Ziller | Schweizerhaus mit Einfriedung und Pforte | Landhaus Anna Zischer |
| Villa Anna Zischer                                                       | Bennostraße 29 (Lage)                                |                            | 1873, 1897/98 | Gebrüder Ziller | Villa mit Anbau, Garten und Einfriedung. Radebeuler Bauherrenpreis 2000 | Villa Anna Zischer, von der Weinbergstraße aus |
| Villa Anna Zischer                                                       | Bennostraße 29 (Lage)                                | Bennostraße 9029           | 1873, 1897/98 | Gebrüder Ziller | Park zur Villa | Park des Anwesens, von der Weinbergstraße aus |
| Wohnhaus Oskar Richter                                                   | Bennostraße 34 (Lage)                                |                            | 1934 | Alfred Tischer | Wohnhaus in Ecklage mit Einfriedung | Wohnhaus Oskar Richter |
| Bennoschlösschen, Bennohaus, Steinernes Haus                             | Bennostraße 35 (Lage)                                |                            | um 1600, 1896 | Gebrüder Ziller (Aufstockung Pressraum) | Schlossartiges Herrenhaus im Renaissancestil, mit Einfriedung und Weinberg, „einer der bemerkenswertesten Landsitze von Radebeul“. Besitzer: Hans Harrer, Familie Metzsch-Reichenbach | Bennoschlösschen |
| Einfamilienhaus Karl Lätzer                                              | Bennostraße 36 (Lage)                                |                            | 1936 | Patitz & Lötzsch | Wohnhaus | Einfamilienhaus Karl Lätzer |
| Doppelwohnhaus Bennostraße 38/40                                         | Bennostraße 38/40 (Lage)                             |                            | 1935 | | Doppelwohnhaus in offener Bebauung, mit Einfriedung | Einfamilienhaus Karl Lätzer, links davon Bennostraße 38/40                                                                                         |
| Haus Steinbach, Lüttiches Haus                                           | Bennostraße 41 (Lage)                                |                            | Um 1650 Kellertonne, nach 1745, 1830                                                                               | | Winzerhaus mit Villa, Scheune, Weinberg, Park und Stütz- sowie Einfriedungsmauern. Im Dehio 1996 beschrieben | Weinbergshaus Haus Steinbach mit Winzergut |
| Haus Steinbach, Villa Steinbach, Villa Zembsch                           | Bennostraße 41 (Lage)                                | Bennostraße 9041-I         | 1835 | Christian Gottlieb Ziller | Villa zum Haus Steinbach | Villa Steinbach von Süden |
| Haus Steinbach                                                           | Bennostraße 41 (Lage)                                | Bennostraße 9041-II        | | | Park zur Villa | Haus Steinbach: Eingang zum Park |
| Haus Steinbach                                                           | Bennostraße 41 (Lage)                                | Bennostraße 9041-III       | | | Nebengebäude zur Villa | Haus Steinbach: Nebengebäude |
| Haus Steinbach                                                           | Bennostraße 41 (Lage)                                | Bennostraße 9041-IV        | | | Nebengebäude zur Villa | Haus Steinbach: Großes Nebengebäude |
| Cikkurat, Schnecke im Weinberg                                           | Bodenweg (Lage)                                      | Bodenweg 9000              | vermutlich 17. Jh., spätestens vor 1842                                                                            | | Steinaufwurf mit Aussichtsplateau und kleinem Gewölbe. Zugang Bodenweg liegt noch in Wahndorf | Cikkurat |
| Pavillon Bodenweg 39b                                                    | Bodenweg 39b (Lage)                                  |                            | um 1750, bez. 1896 in Wetterfahne                                                                                  | | Pavillon; vermutlich ehemaliges Huthäuschen eines Weinbergs. Zugang Bodenweg liegt noch in Wahndorf | |
| Figurengruppen am Sophienhof                                             | Eduard-Bilz-Straße (Lage)                            | Eduard-Bilz-Straße 9000-I  | um 1880 | Ernst March (Tonwarenfabrik) | Figurengruppe (links) auf Sandsteinpostament | Figuren am Anfang der ehemaligen Sophienstraße, im Sockel der eingemeißelte Straßenname.                                                           |
| Figurengruppen am Sophienhof                                             | Eduard-Bilz-Straße (Lage)                            | Eduard-Bilz-Straße 9000-II | um 1880 | Ernst March (Tonwarenfabrik) | Figurengruppe (rechts) auf Sandsteinpostament | Figuren am Anfang der ehemaligen Sophienstraße, im Sockel der eingemeißelte Straßenname. Daneben die Widmung „Dem Schutze des Publikum empfohlen“. |
| Sophienhof                                                               | Eduard-Bilz-Straße 21 (Lage)                         |                            | 1877 | Gebrüder Ziller | Villa mit Turm | Sophienhof, rechts die beiden Figurengruppen von Ernst March                                                                                       |
| Landhaus Eduard-Bilz-Straße 23                                           | Eduard-Bilz-Straße 23 (Lage)                         |                            | 1905/06 | Gebrüder Ziller (Entwurf Max Steinmetz) | Mietvilla mit Einfriedung | Landhaus Eduard-Bilz-Straße 23 |
| Villa Eduard-Bilz-Straße 27                                              | Eduard-Bilz-Straße 27 (Lage)                         |                            | 1877 | Gebrüder Ziller | Villa | Villa Eduard-Bilz-Straße 27 |
| Villa Eduard-Bilz-Straße 31                                              | Eduard-Bilz-Straße 31 (Lage)                         |                            | 1878 | Gebrüder Ziller | Landhausartige Villa | Villa Eduard-Bilz-Straße 31 |
| Villa Eduard-Bilz-Straße 33                                              | Eduard-Bilz-Straße 33 (Lage)                         |                            | 1878 | Gebrüder Ziller | Landhausartige Villa | Villa Eduard-Bilz-Straße 33 |
| Villa Otto Hennig                                                        | Eduard-Bilz-Straße 34 (Lage)                         |                            | 1882/84 | Gebrüder Ziller | Villa. Bewohner: Marie Ziller (Elternhaus) | Villa Otto Hennig |
| Villa Eduard-Bilz-Straße 35                                              | Eduard-Bilz-Straße 35 (Lage)                         |                            | 1880 | Gebrüder Ziller | Landhausartige Villa. Bewohner: Hanns Max Hackenberger | Villa Eduard-Bilz-Straße 35 |
| Villa Eduard-Bilz-Straße 36                                              | Eduard-Bilz-Straße 36 (Lage)                         |                            | 1886 | Gebrüder Ziller | Mietvilla (Veranda mit Jugendstil Verglasung). Bewohner: Hedwig von Schreibershofen | Villa Eduard-Bilz-Straße 36 |
| Haus Rudell                                                              | Eduard-Bilz-Straße 37 (Lage)                         |                            | 1878 | Gebrüder Ziller | Villa mit Einfriedung. Geburtshaus von Georg Vitzthum von Eckstädt | Haus Rudell |
| Villa Falkenstein                                                        | Eduard-Bilz-Straße 44 (Lage)                         |                            | 1888 | Gebrüder Ziller | Villa, mit Pfeilern der Einfriedung und zwei Plastiken an der Eingangstreppe. Erwähnung im Dehio. Radebeuler Bauherrenpreis 1998 | Villa Falkenstein |
| Villa Sonnenhof                                                          | Eduard-Bilz-Straße 46 (Lage)                         |                            | 1885/86 | Gebrüder Ziller | Villa mit Einfriedung und Garten. Radebeuler Bauherrenpreis 2010. Eigentümer: Richard Müller | Villa Sonnenhof |
| Villa Sonnenhof                                                          | Eduard-Bilz-Straße 46 (Lage)                         | Eduard-Bilz-Straße 9046    | 1885/86 | Gebrüder Ziller | Garten zur Villa | Park der Villa Sonnenhof |
| Haus Albertsberg, Albertsburg                                            | Eduard-Bilz-Straße 49, 49c/d (Lage)                  |                            | 1627, 1660 Weingut, 18. Jh., 1862, 1898                                                                            | Gebrüder Ziller (Umbau), Oskar Menzel (Umbau)                                                                                                  | Herrschaftliches Wohnhaus, Einfriedung eines ehemaligen Weinguts | Haus Albertsberg oder Albertsburg |
| Bilz-Sanatorium                                                          | Eduard-Bilz-Straße 53 (Lage)                         |                            | 1892/93, 1894/95, 1921                                                                                             | Carl Käfer (Umbau Haus I), Gebrüder Ziller, Alwin Höhne (Anbau)                                                                                | Sanatoriumsgebäude mit Aussichtsturm („Mäuseturm“), Weinberg und Einfriedung. Bilz-Sanatorium Kurhaus I. Besitzer: Eduard Bilz | Ehemaliges Bilz-Sanatorium, Kurhaus I |
| Haus Schädler                                                            | Eduard-Bilz-Straße 54 (Lage)                         |                            | 1933 | Alfred Tischer (Entwurf), Felix Sommer (Bau)                                                                                                   | Wohnhaus | Einfamilienhaus Alfred Schädler |
| Bilz-Sanatorium, (Schloss Lössnitz)                                      | Eduard-Bilz-Straße 55, 55a, 55b (Lage)               |                            | 1892/93, 1894/95, 1921                                                                                             | Carl Käfer (Umbau Haus I), Gebrüder Ziller, Alwin Höhne (Anbau)                                                                                | Sanatoriumsgebäude mit Aussichtsturm („Mäuseturm“), Weinberg und Einfriedung. Bilz-Sanatorium Kurhaus II. Besitzer: Eduard Bilz | Ehemaliges Bilz-Sanatorium, Kurhaus II (Schloss Lössnitz)                                                                                          |
| Bilz-Sanatorium                                                          | Eduard-Bilz-Straße 57 (Lage)                         |                            | 1892/93, 1894/95, 1921                                                                                             | Carl Käfer (Umbau Haus I), Gebrüder Ziller, Alwin Höhne (Anbau)                                                                                | Sanatoriumsgebäude mit Aussichtsturm („Mäuseturm“), Weinberg und Einfriedung. Bilz-Sanatorium Kurhaus III. Besitzer: Eduard Bilz | Ehemaliges Bilz-Sanatorium, Kurhaus III |
| Haus Schönherr                                                           | Eduard-Bilz-Straße 60 (Lage)                         |                            | 1931 | Max Czopka | Wohnhaus. Seltenes Beispiel einer städtischen Villa im Stil der Moderne auf Radebeuler Gebiet. Erwähnung im Dehio | Wohnhaus von Erich Schönherr |
| Landhaus Oskar Nitzsche                                                  | Eduard-Bilz-Straße 62 (Lage)                         |                            | 1909/10 | Gebrüder Ziller (Entwurf Max Steinmetz) | Wohnhaus | Villa Eduard-Bilz-Straße 62 |
| Mietvilla Heinrich Berger                                                | Emil-Högg-Straße 7 (Lage)                            |                            | 1903/04 | Carl Käfer | Mietvilla | Mietvilla Heinrich Berger |
| Mietvilla Emil-Högg-Straße 8                                             | Emil-Högg-Straße 8 (Lage)                            |                            | 1900–03 | Carl Käfer | Mietvilla | Mietvilla Emil-Högg-Straße 8 |
| Villa Caroline                                                           | Emil-Högg-Straße 10 (Lage)                           |                            | 1898/99 | Carl Käfer | Mietvilla | Villa Caroline |
| Mietvilla Emil-Högg-Straße 12                                            | Emil-Högg-Straße 12 (Lage)                           |                            | 1897–1903 | Carl Käfer | Mietvilla | Mietvilla Emil-Högg-Straße 12 |
| Villa Emil-Högg-Straße 14                                                | Emil-Högg-Straße 14 (Lage)                           |                            | 1936 | Max Czopka | Villenartiges Wohnhaus in Ecklage | Villa Emil-Högg-Straße 14 |
| Villa Carl Friedrich Reichelt                                            | Emil-Högg-Straße 15 (Lage)                           |                            | 1902 | F. W. Eisold | Mietvilla | Villa Carl Friedrich Reichelt |
| Mietvilla Emil-Högg-Straße 22                                            | Emil-Högg-Straße 22 (Lage)                           |                            | um 1900 | | Mietvilla mit Einfriedung | Mietvilla Emil-Högg-Straße 22 |
| Mietvilla Fritz-Schulze-Straße 14                                        | Fritz-Schulze-Straße 14 (Lage)                       |                            | 1901/02 | Carl Käfer | Mietvilla | Mietvilla Fritz-Schulze-Straße 14 |
| Villa Ernst Heine                                                        | Fritz-Schulze-Straße 18 (Lage)                       |                            | 1900 | Carl Käfer | Mietvilla | Villa Ernst Heine |
| Villa Emma                                                               | Gutenbergstraße 16 (Lage)                            |                            | 1898 | Paul Schadewitz | Mietshaus | Villa Emma (Oberlößnitz) |
| Kurhaus Wettin, Haus Haideberg                                           | Haidebergstraße 20 (Lage)                            |                            | 1908/09 | F. W. Eisold, Oskar Menzel (Entwurf) | Ehemaliges Gasthaus, zeitweise Krankenhausgebäude des Krankenhauses Dresden-Neustadt, mit Brunnenhaus, heute Wohnhaus | Kurhaus Wettin |
| Gasthof „Zum Russen“                                                     | Hauptstraße 47/47a/48 (Lage)                         |                            | um 1700, um 1806, 19. Jh.                                                                                          | | Ehemaliges Winzerhaus, dann Gasthof, einschließlich Baumbestand (ehemals Weinanlage) und Eckeinfriedung, heute Wohnhaus | Gasthaus Zum Russen |
| Rathaus Oberlößnitz                                                      | Hauptstraße 49 (Lage)                                |                            | 1900 | | Ehemaliges Oberlößnitzer Rathaus, später Mietvilla. Bewohner: Heinrich Severit | Ehemaliges Oberlößnitzer Rathaus |
| Villa Carl Hugo Haußhälter                                               | Hauptstraße 53 (Lage)                                |                            | 1895/96 | Carl Käfer | Villa mit Einfriedung und Garten. Bewohner: Leo Bönhoff | Villa Carl Hugo Haußhälter |
| Villa Carl Hugo Haußhälter                                               | Hauptstraße 53 (Lage)                                | Hauptstraße 9053           | 1895/96 | Carl Käfer | Garten zur Villa | Garten der Villa Carl Hugo Haußhälter |
| Villa Marie Quick                                                        | Hauptstraße 58 (Lage)                                |                            | 1897 | Carl Käfer | Mietvilla | Villa Marie Quick |
| Mietvilla Hauptstraße 62                                                 | Hauptstraße 62 (Lage)                                |                            | 1905 | Johannes Heinsius | Mietvilla mit Einfriedung | Mietvilla Hauptstraße 62 |
| Villa Marie                                                              | Hauptstraße 64 (Lage)                                |                            | um 1890 | Adolf Neumann | Mietvilla | Villa Marie (Oberlößnitz) |
| Wohnhaus Friedrich Rötschke                                              | Hoflößnitzstraße 15 (Lage)                           |                            | 1932/33 | Emil Högg, Friedrich Rötschke | Wohnhaus. Besitzer: Friedrich Rötschke | Wohnhaus Friedrich Rötschke |
| Landhaus Hoflößnitzstraße 47                                             | Hoflößnitzstraße 47 (Lage)                           |                            | 1906/07 | Johannes Heinsius | Mietvilla | Landhaus Hoflößnitzstraße 47 |
| Landhaus Hugo Schubert                                                   | Hoflößnitzstraße 54 (Lage)                           |                            | 1909 | Ernst Mehlig | Villenartiges Wohnhaus mit Einfriedung | Landhaus Hugo Schubert |
| Landhaus Hoflößnitzstraße 56                                             | Hoflößnitzstraße 56 (Lage)                           |                            | 1912 | Felix Sommer | Villa mit Einfriedung | Landhaus Hoflößnitzstraße 56 |
| Villa Franziska                                                          | Hoflößnitzstraße 58 (Lage)                           |                            | 1905/06 | Paul Ziller (Entwurf), Adolf Lindner (Bau) | Villa mit Einfriedung | Villa Franziska |
| Winzerschule des Staatsweinguts                                          | Hoflößnitzstraße 60 (Lage)                           |                            | 1926/28 | Johannes Eisold | Ehemaliges Verwaltungsgebäude des Staatsweinguts, mit vorgelagertem Unterbau und Pergolaarchitektur | Winzerschule des Staatsweinguts |
| Landhaus Oskar Petersohn                                                 | Hoflößnitzstraße 64 (Lage)                           |                            | 1913/14 | Richard Gebler (Entwurf), Adolf Menzel (Bau)                                                                                                   | Villenartiges Wohnhaus mit Einfriedung | Landhaus Oskar Petersohn |
| Haus Keyl                                                                | Hoflößnitzstraße 68 (Lage)                           |                            | 1930/31 | Franz Keyl (Entwurf), Alwin Noack (Bau) | Villa mit Einfriedung | Haus Keyl |
| Landhaus Carl Schampel                                                   | Hoflößnitzstraße 72 (Lage)                           |                            | 1906/07 | F. W. Eisold | Mietvilla mit Einfriedung | Landhaus Carl Schampel |
| Landhaus Carl Schampel                                                   | Hoflößnitzstraße 72 (Lage)                           | Hoflößnitzstraße 9072      | 1906/07 | F. W. Eisold | Garage zur Villa | Landhaus Carl Schampel, Garage |
| Landhaus Alexander Mücke                                                 | Hohlweg 88b (Lage)                                   |                            | 1902 | Alexander Mücke | Landhaus mit Garten und Einfriedung | Landhaus Alexander Mücke |
| Skulptur „Flora mit Putto“                                               | Hörningplatz (Lage)                                  | Hörningplatz 9000          | um 1926 | Burkhart Ebe | Barock wirkende Frauenskulptur mit Putto und Fruchtkorb auf Plinthe und Sockel, „künstlerisch von Wert“ | Skulptur „Flora mit Putto“ von Burkhart Ebe, auf dem Hörningplatz                                                                                  |
| Hoflößnitz, Schloss Hoflößnitz                                           | Knohllweg 37 (Lage)                                  |                            | vor 1401 Dohnaer Weingut, 1401 Wettiner, 1650 Lusthaus, 1747–50 Spitzhaustreppe, 1840 Kavaliershaus, 1904 Pavillon | Ezechiel Eckhardt, Christian Schiebling, Centurio Wiebel, Albert Eckhout, Matthäus Daniel Pöppelmann, Carl Mildreich Barth, Karl Moritz Haenel | Ehemals kurfürstliches, heute städtisches Weingut. Stiftung Weingutmuseum Hoflößnitz. Berg- und Lusthaus, Kavaliershaus, Presshaus, Wirtschaftsgebäude, Weinpresse, Toranlagen, Treppenanlagen (Spitzhaustreppe mit Muschelpavillon), Reiterstein, angrenzende Weinberge. Seit 1915 durch öffentlichen Vertrag unter Schutz gestellt. Besitzer: Burggrafen von Dohna, Wilhelm I. (Meißen), Johann Georg I., Johann Georg II., August der Starke, August III., weitere Wettiner. Die Vogelbilder der Festsaaldecke finden sich in der Liste der Vogelgemälde von Albert Eckhout in der Hoflößnitz. | Hoflößnitz, Gesamtanlage vom Bismarckturm aus |
| Hoflößnitz                                                               | Knohllweg 37 (Lage)                                  | Knohllweg 9037-I           | | Ezechiel Eckhardt, Christian Schiebling, Albert Eckhout (Gemälde), Matthäus Daniel Pöppelmann, Carl Mildreich Barth, Karl Moritz Haenel        | Winzerhaus und Weinstube der Hoflößnitz | Winzerhaus auf der Hoflößnitz, links schließt sich die Weinstube an                                                                                |
| Hoflößnitz                                                               | Knohllweg 37 (Lage)                                  | Knohllweg 9037-II          | | Ezechiel Eckhardt, Christian Schiebling, Albert Eckhout (Gemälde), Matthäus Daniel Pöppelmann, Carl Mildreich Barth, Karl Moritz Haenel        | Presshaus | Presshaus |
| Hoflößnitz                                                               | Knohllweg 37 (Lage)                                  | Knohllweg 9037-III         | 1840 | Ezechiel Eckhardt, Christian Schiebling, Albert Eckhout (Gemälde), Matthäus Daniel Pöppelmann, Carl Mildreich Barth, Karl Moritz Haenel        | Kavaliershaus | Kavaliershaus (Verkaufsstelle und Ausschank) |
| Hoflößnitz                                                               | Knohllweg 37 (Lage)                                  | Knohllweg 9037-IV          | vor 1401 | Ezechiel Eckhardt, Christian Schiebling, Albert Eckhout (Gemälde), Matthäus Daniel Pöppelmann, Carl Mildreich Barth, Karl Moritz Haenel        | Angrenzende Weinberge zur Hoflößnitz | Hoflößnitz mit dem Weinberg Goldener Wagen (links im Hintergrund der Hoflößnitz) sowie Bismarckturm, Spitzhaus und Weinberg Spitzhaus (rechts)     |
| Villa Agnes                                                              | Lößnitzgrundstraße 2 (ehem. Nizzastraße 13) (Lage)   |                            | 1879 | Gebrüder Ziller | Villa mit Ecklaube. Bewohner: Karl May, Klara May | Villa Agnes, Gartenseite im Süden |
| Villa Agnes                                                              | Lößnitzgrundstraße 2 (ehem. Nizzastraße 13) (Lage)   | Lößnitzgrundstraße 9002    | | Gebrüder Ziller | Achteckige Gartenlaube | Villa Agnes, Pavillon mit Blick zu den ähnlichen Nachbarhäusern                                                                                    |
| Landhaus Paul Günther                                                    | Lößnitzgrundstraße 13 (Lage)                         |                            | 1913 | Alfred Große | Mietvilla mit Einfriedung | Landhaus Paul Günther |
| Hoflößnitz, Winzerhaus, ehemaliges Backhaus und Toranlage der Hoflößnitz | Lößnitzgrundstraße 19 (Lage)                         |                            | 1. Hälfte 19. Jh.                                                                                                  | | Winzerhaus, ehemaliges Backhaus und Toranlage der Hoflößnitz | Winzerhaus und Backhaus Hoflößnitz, im Hintergrund die Hoflößnitz                                                                                  |
| Hoflößnitz, Blockstation Hoflößnitz                                      | Lößnitzgrundstraße 19 (Lage)                         | Lößnitzgrundstraße 9019    | 1949 | | Transformatorenstation | Trafostation Hoflößnitz, im Hintergrund der Bismarckturm                                                                                           |
| Hoflößnitz, Holzhof                                                      | Lößnitzgrundstraße 23 (Lage)                         |                            | 18. Jh., 1891 | | Ehemaliger Holzhof der Hoflößnitz mit Winzerhaus | Winzerhaus des Holzhofs Hoflößnitz |
| Doppelwohnhaus Zacharias/Seewald                                         | Lößnitzgrundstraße 27, 27a (Lage)                    |                            | 1921, 1926–28 | Ferdinand Severitt, Arthur Mehlig | Doppelwohnhaus | Doppelwohnhaus Zacharias/Seewald |
| Villa Maxim-Gorki-Straße 16                                              | Maxim-Gorki-Straße 16 (Lage)                         |                            | um 1895 | | Villa mit Einfriedung. Erwähnung im Dehio | Villa Maxim-Gorki-Straße 16 |
| Lindenhof                                                                | Maxim-Gorki-Straße 18 (Lage)                         |                            | 1715 Weingut, 1789, 1947, seit 1998                                                                                | | Winzerhaus mit südlich vorgelagertem Garten (ehemals Weinanlage) und Einfriedung. Architekt: Paul Löffler (Umbau). Erwähnung im Dehio | Lindenhof |
| Lindenhof                                                                | Maxim-Gorki-Straße 18 (Lage)                         | Maxim-Gorki-Straße 9018    | 1715 Weingut, 1789, 1947, seit 1998                                                                                | | Garten zum Lindenhof | Lindenhof |
| Haus Breitig                                                             | Maxim-Gorki-Straße 22 (Lage)                         |                            | 1627 Anwesen, um 1680, 1735, 1988                                                                                  | | Winzerhaus mit großem Garten. Erwähnung im Dehio | Haus Breitig |
| Haus Breitig                                                             | Maxim-Gorki-Straße 22 (Lage)                         | Maxim-Gorki-Straße 9022    | 1627 Anwesen, um 1680, 1735, 1988                                                                                  | | Garten zum Haus Breitig | Haus Breitig |
| Landhaus Maxim-Gorki-Straße 28                                           | Maxim-Gorki-Straße 28 (Lage)                         |                            | um 1905 | | Villa | Landhaus Maxim-Gorki-Straße 28 |
| Villa Moritz Hermann Schmidt                                             | Maxim-Gorki-Straße 30 (Lage)                         |                            | 1891, 1899 | Alfred Pusch | Ehemalige Fabrikantenvilla | Landhaus Maxim-Gorki-Straße 28 |
| Gasthof „Zum Römer“                                                      | Maxim-Gorki-Straße 40, August-Bebel-Straße 30 (Lage) |                            | um 1834, Ende 19. Jh.                                                                                              | | Zwei Gebäude eines Gasthofs | Gaststätte Zum Römer |
| Wohnhaus Mühlweg 2                                                       | Mühlweg 2 (Lage)                                     |                            | 18. Jh., 1878, 1932                                                                                                | Gebrüder Ziller | Wohnhaus mit Nebengebäude (Scheune). In jüngster Zeit (Stand 2021) wurde die Adresse von Nr. 6 auf Nr 2 geändert | Wohnhaus Mühlweg 2 |
| Wohnhaus Mühlweg 2                                                       | Mühlweg 2 (Lage)                                     | Mühlweg 9006               | 18. Jh., 1878, 1932                                                                                                | Gebrüder Ziller | Nebengebäude (Scheune) | Nebengebäude Mühlweg 2 |
| Villa Nizzastraße 6                                                      | Nizzastraße 6 (Lage)                                 |                            | 1880/81 | Gebrüder Ziller | Villa in Ecklage, massive Teile der Einfriedung | Villa Nizzastraße 6 |
| Villa Nizzastraße 7                                                      | Nizzastraße 7 (Lage)                                 |                            | 1879/80 | Gebrüder Ziller | Villa mit Einfriedung, in Ecklage | Villa Nizzastraße 7 |
| Villa Nizzastraße 9                                                      | Nizzastraße 9 (Lage)                                 |                            | 1879/80, 1898 | Gebrüder Ziller, F. A. Bernhard Große (Anbau)                                                                                                  | Villa mit Einfriedung | Villa Nizzastraße 9 |
| Villa Nizzastraße 10                                                     | Nizzastraße 10 (Lage)                                |                            | 1883 | Gebrüder Ziller | Villa mit Garten und Einfriedung | Villa Nizzastraße 10 |
| Villa Nizzastraße 11                                                     | Nizzastraße 11 (Lage)                                |                            | 1879/80 | Gebrüder Ziller | Villa mit Einfriedung. Bewohner: Pauline Ziller (jüngere Schwester) | Villa Nizzastraße 11 |
| Villa Nizzastraße 12                                                     | Nizzastraße 12 (Lage)                                |                            | 1880/81 | Gebrüder Ziller | Villa mit Einfriedung | Villa Nizzastraße 12 |
| Villa Reichsstraße 9                                                     | Reichsstraße 9 (Lage)                                |                            | 1893 | Carl Käfer | Mietvilla mit Einfriedung | Villa Reichsstraße 9 |
| Villa Reichsstraße 15                                                    | Reichsstraße 15 (Lage)                               |                            | 1894 | Carl Käfer | Villa mit Einfriedung | Villa Reichsstraße 15 |
| Mietvilla Reichsstraße 21                                                | Reichsstraße 21 (Lage)                               |                            | 1893 | Hermann Menzel | Mietvilla | Mietvilla Reichsstraße 21 |
| Zweifamilienhaus Hessel                                                  | Retzschgasse 7 (Lage)                                |                            | 1937–39 | Oswin Hempel | Wohnhaus mit Einfriedung | Blick vom Spitzhaus zum Retzschgut. Links dahinter steht das Zweifamilienhaus Hessel                                                               |
| Zweifamilienhaus Sachsenstraße 7                                         | Sachsenstraße 7 (Lage)                               |                            | 1936 | Patitz & Lötzsch | Wohnhaus | Zweifamilienhaus Sachsenstraße 7 |
| Mietvilla Sachsenstraße 20                                               | Sachsenstraße 20 (Lage)                              |                            | 1892 | | Mietvilla | Mietvilla Sachsenstraße 20 |
| Villa Henriette                                                          | Sachsenstraße 22 (Lage)                              |                            | 1896 | | Mietvilla | Villa Henriette |
| Birkenhof                                                                | Spitzhausstraße 28 (Lage)                            |                            | 1910, 1921–25, 1928                                                                                                | Friedrich Wagner-Poltrock | Villa mit Terrassengestaltung, Gartenarchitektur mit Brunnen, Pflanzkübel, Resten originaler Wegeführung, Mauern mit zwei Pavillons, dazu Terrassierung des Weinbergs und Bassin in seitlichem Taleinschnitt | Birkenhof |
| Birkenhof                                                                | Spitzhausstraße 28 (Lage)                            | Spitzhausstraße 9028       | 1910, 1921–25, 1928                                                                                                | Friedrich Wagner-Poltrock | Garten zur Villa | Birkenhof Garten |
| Birkenhof                                                                | Spitzhausstraße 28 (Lage)                            | Spitzhausstraße 9028       | 1910, 1921–25, 1928                                                                                                | Friedrich Wagner-Poltrock | Pavillon zur Villa | Birkenhof Pavillon |
| Birkenhof                                                                | Spitzhausstraße 28 (Lage)                            | Spitzhausstraße 9028       | 1910, 1921–25, 1928                                                                                                | Friedrich Wagner-Poltrock | Teehäuschen zur Villa | Birkenhof Teehäuschen |
| Spitzhaus                                                                | Spitzhausstraße 36 (Lage)                            |                            | 1622, 1672, 1749, 1902, 1928                                                                                       | Wolf Caspar von Klengel, Matthäus Daniel Pöppelmann, Richard Beyer, Adolf Neumann (Verandaanbau)                                               | Ehemaliges Vorwerk, Weinbergshaus, dann kurfürstliches Lustschlösschen, heute als Gasthaus genutzt. Ehemals Teil der Hoflößnitz. Besitzer: Johann Georg I., Freiherr von Rechenberg, Familie von Wolframsdorf, Jacob Heinrich von Flemming, Reichsgräfin von Cosel, August den Starken, August III., weitere Wettiner, Friedrich Herrmann Hennicke. Gäste Joseph II., Karl X. von Frankreich, Otto I. von Griechenland, Wilhelm I. von Preußen | Spitzhaus |
| Bismarckturm                                                             | Spitzhausstraße (Lage)                               | Spitzhausstraße 9000-I     | 1907 | Wilhelm Kreis (Entwurf), Alfred Große (Bau) | Bismarckturm | Bismarckturm |
| Spitzhaustreppe                                                          | Spitzhausstraße (Lage)                               | Spitzhausstraße 9000-II    | 1747–1750, 1845–47                                                                                                 | Matthäus Daniel Pöppelmann (Entwurf), Karl Moritz Haenel (Wiederherstellung)                                                                   | Spitzhaustreppe (siehe auch Hoflößnitz Str. 37) | Seitliche Ansicht mit Blick auf den Bismarckturm                                                                                                   |
| Muschelpavillon                                                          | Spitzhausstraße (Lage)                               | Spitzhausstraße 9000-III   | 1747–1750 | | Muschelpavillon | Spitzhaustreppenpavillon |
|                                                                          | Spitzhausstraße                                      | Spitzhausstraße 9000-IV    | | | | nicht definiert |
| Karlshof                                                                 | Waldstraße 10 (Lage)                                 |                            | 1906/07 | Johannes Heinsius | Wohnhaus | Waldstraße 10 |
| Haus Arnim                                                               | Waldstraße 20 (Lage)                                 |                            | 1860–62 | Moritz Ziller | Herrenhaus einer Gutsanlage (20f), Seitengebäude (ehem. Stall und Wagenremise 20, 20g), Schalenbrunnen, Torpfeiler. Bewohner: Friedrich Henning von Arnim, Max Morgenstern-Döring | Waldstraße 20 |
| Haus Arnim                                                               | Waldstraße 20f (Lage)                                |                            | 1860–62 | Moritz Ziller | Herrenhaus einer Gutsanlage (20f), Seitengebäude (ehem. Stall und Wagenremise 20, 20g), Schalenbrunnen, Torpfeiler. Besitzer: Friedrich Henning von Arnim | Haus Arnim |
| Haus Arnim                                                               | Waldstraße 20g (Lage)                                |                            | 1860–62 | Moritz Ziller | Herrenhaus einer Gutsanlage (20f), Seitengebäude (ehem. Stall und Wagenremise 20, 20g), Schalenbrunnen, Torpfeiler. Besitzer: Friedrich Henning von Arnim | Waldstraße 20g |
| Doppelwohnhaus Waldstraße 30, Wettinstraße 1                             | Waldstraße 30, Wettinstraße 1 (Lage)                 |                            | 1921/22 | Ferdinand Severitt | Doppelwohnhaus, zusammen mit Wettinstraße 1 | Doppelwohnhaus Waldstraße 30, Wettinstraße 1 |
| Haus Friedheim, Dienstmädchen-Schule                                     | Waldstraße 32 (Lage)                                 |                            | 1862, 1874 | Moritz Ziller, E. Adam | Landhausartige Villa mit Einfriedung, Teil der Gutsanlage Curt Robert von Welcks | Haus Friedheim |
| Gutsanlage Curt Robert von Welck                                         | Waldstraße 34 (Lage)                                 |                            | 1862, 1874, 1945                                                                                                   | Moritz Ziller, E. Adam | Gotisierendes, schlossartiges Herrenhaus einer Gutsanlage mit Eckturm, 1945 bei den Luftangriffen auf Dresden zerstört. Landhausartige Villa mit Einfriedung (32) und Wagenremise (34) stehen noch. Besitzer: Curt Robert von Welck, Waldemar von Eynard zum Pau | Waldstraße 34 |
| Einfamilienhaus Curt Förster                                             | Weberstraße 17 (Lage)                                |                            | 1935 | | Wohnhaus (Holzhaus) | Einfamilienhaus Curt Förster |
| Einfamilienhaus Clara Toller                                             | Weberstraße 20 (Lage)                                |                            | 1937 | | Wohnhaus (Holzhaus) | Einfamilienhaus Clara Toller |
| Landhaus Julius Caspar                                                   | Weinbergstraße 3 (Lage)                              |                            | 1913 | Oskar Menzel (Entwurf), Johannes Eisold (Bau)                                                                                                  | Villa mit Einfriedung | Landhaus Julius Caspar |
| Wohn- und Geschäftshaus Weinbergstraße 4                                 | Weinbergstraße 4 (Lage)                              |                            | 1934 | Max Schneider | Wohnhaus mit Laden, in Ecklage | Wohn- und Geschäftshaus Weinbergstraße 4 |
| Landhaus Paul Papst                                                      | Weinbergstraße 5 (Lage)                              |                            | 1912 | Schnauder & Rohn | Villa mit Teilen der Einfriedung | Landhaus Paul Papst |
| Villa Theodor Behrens                                                    | Weinbergstraße 9 (Lage)                              |                            | 1906 | Carl Käfer | Villa mit Einfriedung | Villa Theodor Behrens |
| Meinholdsches Turmhaus                                                   | Weinbergstraße 10 (Lage)                             |                            | Um 1650, 1715, um 1750 Turmhaus, 1865 Landhaus                                                                     | | Meinholds Weinberg mit Turmhaus, Landhaus, Einfriedung, zwei Torputten und Weinberg. Besitzer: Carl Christian Meinhold, Ulrich Aust, August Flockemann. Im Dehio 1996 beschrieben. Radebeuler Bauherrenpreis 2007 | Landhaus des Meinholdschen Weinguts |
| Meinholdsches Turmhaus                                                   | Weinbergstraße 10 (Lage)                             | Weinbergstraße 9010        | Um 1650, 1715, um 1750 Turmhaus, 1865 Landhaus                                                                     | | Heutiges Weingut mit Turmhaus, Landhaus, Einfriedung, zwei Torputten und Weinberg. Besitzer: Carl Christian Meinhold, Ulrich Aust, August Flockemann. Im Dehio 1996 beschrieben. Radebeuler Bauherrenpreis 2007 | Meinholdsches Turmhaus |
| Zweifamilienhaus Melanie Roth                                            | Weinbergstraße 11 (Lage)                             |                            | 1926 | Adolf Menzel | Wohnhaus | Zweifamilienhaus Melanie Roth |
| Winzerhaus Barth                                                         | Weinbergstraße 14 (Lage)                             |                            | Um 1650 | | Ehemaliges Winzerhaus (Nr. 14) mit Seitengebäude (Nr. 16) | Winzerhaus Barth |
| Winzerhaus Barth                                                         | Weinbergstraße 16 (Lage)                             |                            | 1845 | | Ehemaliges Winzerhaus (Nr. 14) mit Seitengebäude (Nr. 16) | Winzerhaus Barth, Nebengebäude Nr. 16 |
| Villa Elisabeth                                                          | Weinbergstraße 18 (Lage)                             |                            | um 1880 | | Villa | Villa Elisabeth, vom oberhalb gelegenen Eggersweg aus                                                                                              |
| Retzschgut                                                               | Weinbergstraße 20 (Lage)                             |                            | 1649, 1813, 1837, 1893                                                                                             | | Ehemaliges Winzerhaus mit Seitengebäude bzw. Anbau. Bewohner: Moritz Retzsch. Radebeuler Bauherrenpreis 2009 | Retzschgut |
| Retzschgut                                                               | Weinbergstraße 20 (Lage)                             | Weinbergstraße 9020        | 1649, 1813, 1837, 1893                                                                                             | | Nebenanlage zum Retzschhaus | Nebenanlage zum Retzschgut |
| Retzschgut                                                               | Weinbergstraße 20 (Lage)                             | Weinbergstraße 9020        | 1649, 1813, 1837, 1893                                                                                             | | Seitengebäude bzw. Anbau | Seitengebäude bzw. Anbau zum Retzschhaus |
| Nebengebäude Haus Jordan                                                 | Weinbergstraße 24 (Lage)                             |                            | 1866/67 | Moritz Ziller | Westliches Seitengebäude der Villa Weinbergstraße 26 | Haus Jordan mit Nebengebäuden und Gartenanlage. Blick vom Spitzhaus                                                                                |
| Haus Jordan                                                              | Weinbergstraße 26, 26b (Lage)                        |                            | 1866/67 | Moritz Ziller | Villa mit Park und Einfriedung. Erwähnung im Dehio | Haus Jordan |
| Haus Jordan                                                              | Weinbergstraße 26, 26b (Lage)                        | Weinbergstraße 9026        | 1866/67 | Moritz Ziller | Park zum Haus Jordan | Haus Jordan, Gartenanlage |
| Haus Jordan                                                              | Weinbergstraße 26c (Lage)                            |                            | 1866/67 | Moritz Ziller | Nördlicher Anbau | Haus Jordan mit Nebengebäuden und Gartenanlage. Blick vom Spitzhaus                                                                                |
| Haus Lorenz                                                              | Weinbergstraße 28 (Lage)                             |                            | Um 1680, um 1800                                                                                                   | | Ehemaliges Winzerhaus mit Tor und Einfriedung. Erwähnung im Dehio. Radebeuler Bauherrenpreis 2010 | Haus Lorenz |
| Landhaus Richard Lange                                                   | Weinbergstraße 32 (Lage)                             |                            | 1909/10 | Gebrüder Ziller (Entwurf Max Steinmetz) | Wohnhaus. Bewohner: Richard Lange | Landhaus für Richard Lange |
| Landhaus Richard Lange                                                   | Weinbergstraße 32a (Lage)                            |                            | 1909/10 | Gebrüder Ziller (Entwurf Max Steinmetz) | Nebengebäude zum Wohnhaus. Bewohner: Richard Lange | Landhaus für Richard Lange, Nebengebäude |
| Haus Hermannsberg                                                        | Weinbergstraße 34, 34a (Lage)                        |                            | 1714/15 Ballberg, um 1800, 1850/60, 1887, 1891                                                                     | Gebrüder Ziller (Erweiterung), F. W. Eisold (Umbauten)                                                                                         | Heutiges Weingut mit Hauptgebäude, zwei Flügelanbauten, Reiterstein und Cikkurat im Grundstück | Haus Hermannsberg, Tor mit Reiterstein |
| Haus Friedeborn                                                          | Weinbergstraße 36 (Lage)                             |                            | Um 1780/92 | | Ehemaliges Winzerhaus mit Anbau | Haus Friedeborn |
| Villa Oswald Haenel                                                      | Weinbergstraße 40 (Lage)                             |                            | 1894/95 | Oswald Haenel (Entwurf), Gebrüder Ziller (Bau)                                                                                                 | Villa, Garten, Einfriedungsmauer und Statue der Fortuna. Wohn- und Bürositz von Oswald Haenel. Radebeuler Bauherrenpreis 2005 | Zillervilla in der Weinbergstraße 40, von und für Oswald Haenel                                                                                    |
| Villa Oswald Haenel                                                      | Weinbergstraße 40 (Lage)                             | Weinbergstraße 9040        | 1894/95 | Oswald Haenel (Entwurf), Gebrüder Ziller (Bau)                                                                                                 | Garten zur Villa | Garten mit Statue der Villa Oswald Haenel |
| Villa Friedenshain                                                       | Weinbergstraße 42 (Lage)                             |                            | um 1860, 1894/95                                                                                                   | Oswald Haenel (Umbau-Entwurf), Gebrüder Ziller (Umbau)                                                                                         | Landhaus | Villa Friedenshain |
| Haus in der Sonne                                                        | Weinbergstraße 44 (Lage)                             |                            | 1770, nach 1790, 1917                                                                                              | Martin Hammitzsch | Weinberghaus (Herrenhaus) mit Wirtschaftsgebäude, Winzerhaus. Besitzer, Bewohner: Münzfaktor Georg Christian Städter, Martin Hammitzsch, Angela Hammitzsch | Haus in der Sonne |
| Einfamilienhaus Weinbergstraße 46                                        | Weinbergstraße 46 (Lage)                             |                            | 1934 | Alfred Tischer | Villa mit Anbau, Garten und Einfriedungsmauer | Einfamilienhaus Weinbergstraße 46 |
| Einfamilienhaus Weinbergstraße 46                                        | Weinbergstraße 46 (Lage)                             | Weinbergstraße 9046-I      | 1934 | Alfred Tischer | Anbau | Anbau an Einfamilienhaus Weinbergstraße 46 |
| Weingut Hofmannsberg, Winzerhaus Hofmannsberg                            | Weinbergstraße 48 (Lage)                             |                            | um 1800, 1836, 1903–05                                                                                             | Adalbert Friedrich | Ehemaliges Weingut mit Winzerhaus (Nr. 48) und Herrenhaus (Nr. 48a) | Wohnanlage Weinbergstraße 48, 48a |
| Weingut Hofmannsberg, Hofmanns Palais                                    | Weinbergstraße 48a (Lage)                            |                            | 1865, 1903–05 | Adalbert Friedrich | Ehemaliges Weingut mit Winzerhaus (Nr. 48) und Herrenhaus (Nr. 48a) | Weingut Hofmannsberg, Herrenhaus (Hofmanns Palais)                                                                                                 |
| Doppelwohnhaus Waldstraße 30, Wettinstraße 1                             | Wettinstraße 1, Waldstraße 30 (Lage)                 |                            | 1921/22 | Ferdinand Severitt | Doppelwohnhaus, zusammen mit Wettinstraße 1 | Doppelwohnhaus Waldstraße 30, Wettinstraße 1 |
| Kyau-Haus, Oberlößnitzer Narrenhäuschen                                  | Wettinstraße 2 (Lage)                                |                            | 1648, um 1750, 1922–25                                                                                             | Samuel Locke, Otto Rometsch (Umbau). | Ehemaliges Winzerhaus mit Einfriedung. Bewohner: Samuel Locke, Loeben (Adelsgeschlecht). Erwähnung im Dehio | Kyau-Haus, links eine 300-jährige Linde |
| Mietvilla Bruno Hörning                                                  | Wettinstraße 9 (Lage)                                |                            | 1894 | Adolf Neumann | Villa (Plastik an der Südwand). Radebeuler Bauherrenpreis 2011 | Mietvilla Carl Bruno Hörnig |
| Landhaus Wettinstraße 12                                                 | Wettinstraße 12 (Lage)                               |                            | 1915 | Felix Sommer | Villenartiges Wohnhaus mit Einfriedung | Landhaus Wettinstraße12 |
| Landhaus Wettinstraße 14                                                 | Wettinstraße 14 (Lage)                               |                            | 1914 | Felix Sommer | Villenartiges Wohnhaus mit Einfriedung | Landhaus Wettinstraße 14 |
| Landhaus Johannes Humann                                                 | Wettinstraße 15 (Lage)                               |                            | 1914 | Ferdinand Severitt (Entwurf), Ernst Mehlig (Bau)                                                                                               | Villenartiges Wohnhaus | Landhaus Johannes Humann |
| Villa Lindemann                                                          | Wettinstraße 16 (Lage)                               |                            | 1900/01, 1930 | Carl Käfer, Alfred Tischer (Verandaumbau) | Mietvilla mit Teilen der Einfriedung | Villa Lindemann |
| Mietvilla Oswald Paul Kreißig                                            | Wettinstraße 19 (Lage)                               |                            | 1896 | Gustav Röder | Mietvilla | Mietvilla Oswald Paul Kreißig |
| Landhaus von dem Bussche                                                 | Wettinstraße 22 (Lage)                               |                            | 1912 | Fritz Heusinger (Entwurf), Ernst Mehlig (Bau)                                                                                                  | Villenartiges Wohnhaus, Holzverkleidung im Obergeschoss | Landhaus von dem Bussche |

## Liste ehemaliger Bau- / Kunst- oder Kulturdenkmale
| Name, Bezeichnung                   | Adresse, Koordinaten           | Datum                              | Baumeister, Architekten   | Denkmalumfang, Bemerkung | Bild                 |
| ----------------------------------- | ------------------------------ | ---------------------------------- | ------------------------- | --- | -------------------- |
| Jägermühle                          | An der Jägermühle 16/18 (Lage) | Mitte 18. Jh.                      |                           | Denkmalschutz wurde nach 2012 aufgehoben. Ehemaliges Mühlengebäude | Jägermühle           |
| Hölzerne Liegehalle des Ermelhauses | Augustusweg 112 (Lage)         |                                    |                           | Denkmalschutz wurde nach 2012 aufgehoben. Hölzerne Liegehalle (Ermelhaus) | Ermelhaus Liegehalle |
| Villa Wach, Villa Göschen           | Augustusweg 62 (Lage)          | 1672 „Palast“, 1790, um 1850, 1913 | Hugo Wach, Wilhelm Köppen | Bau- bzw. Kunstdenkmal. Baudenkmalstatus nach der Wende aberkannt. Herrenhaus. Besitzer, Bewohner: Christian Friedrich von Gregory, Grafen v. Loß, Edward Goschen, Gustav von Metzsch, Felix Wach | Villa Wach           |

## Anmerkung
1. ↑  Diese Liste entspricht möglicherweise nicht dem aktuellen Stand der offiziellen Denkmalliste. Diese kann über die zuständigen Behörden eingesehen werden. Daher garantiert das Vorhandensein oder Fehlen eines Bauwerks oder Ensembles in dieser Liste nicht, dass es zum gegenwärtigen Zeitpunkt ein eingetragenes Denkmal ist oder nicht. Eine verbindliche Auskunft erteilt das Landesamt für Denkmalpflege Sachsen oder die Untere Denkmalbehörde.